# Fukazawa Sakuichi

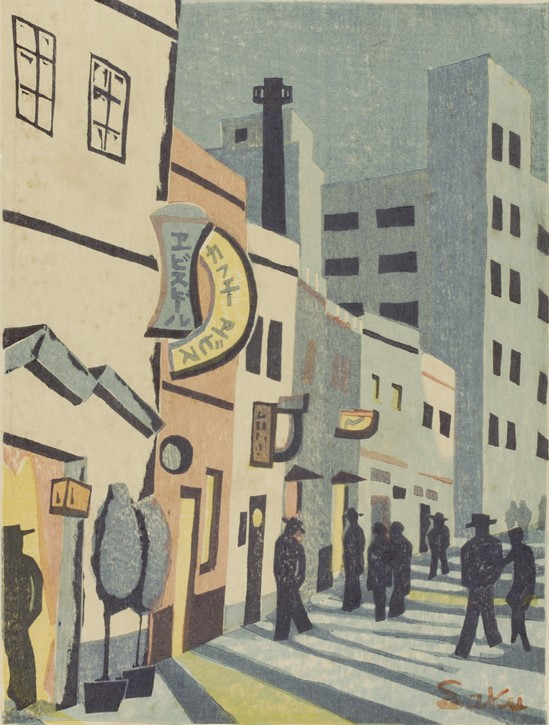
Straße in Tokio

Fukazawa Sakuichi (japanisch 深沢 索一; * 4. September 1896 in der Präfektur Niigata; † 12. Januar 1947) war ein japanischer Holzschnitt-Künstler des Sōsaku-hanga-Stils.

## Leben und Werk
Fukazawa wurde in der Präfektur Niigata geboren, aber seine Eltern zogen kurz darauf nach Tokio um. Dort besuchte er die „Zentrale Handelsschule Tokio“ (京都中央商業学校, Tōkyō chūō shōgyō gakkō). Ungefähr ab 1918 begann er, unterstützt durch den Graphiker Suawa Kanenori (1897–1932), sich mit dem Holzschnitt zu beschäftigen. Ab 1922 begann er auf den Ausstellungen der „Gesellschaft für kreativen Holzschnitt“ (日本創作版画協会, Sōsaku hanga kyōkai) zu zeigen. Daneben schuf er Bildbeiträge zu Magazinen wie Minato (港) und dessen Nachfolger Kaze (風).
1931 gehörte Fukazawa zu den Gründungsmitgliedern des „Japanischen Holzschnitt-Verbandes“ (日本版画協会, Nihon hanga kyōkai). Mit Hiratsuka Un’ichi, Azechi Umetarō, Munakata Shikō und anderen arbeitete er für das Magazin Han (版) und mit 13 Drucken an „100 neue Ansichten von Tokyo“ (新東京百景, Shin Tōkyō hyakkei). – 1936 nahm er an dem Kunstwettbewerb anlässlich der Olympischen Spiele in Berlin mit den Werken „Ringen“ und „Angreifen“ teil. Seine Beiträge wurden jedoch nicht prämiert.
Ab 1924 hatte er Holzschnitte für Umschläge von Büchern im westlichen Stil entworfen, er blieb weiterhin bis zu seinem frühen Tod aktiv.

## Bilder

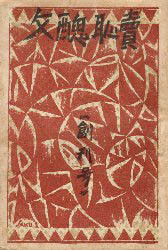
Bucheinband[A 1]
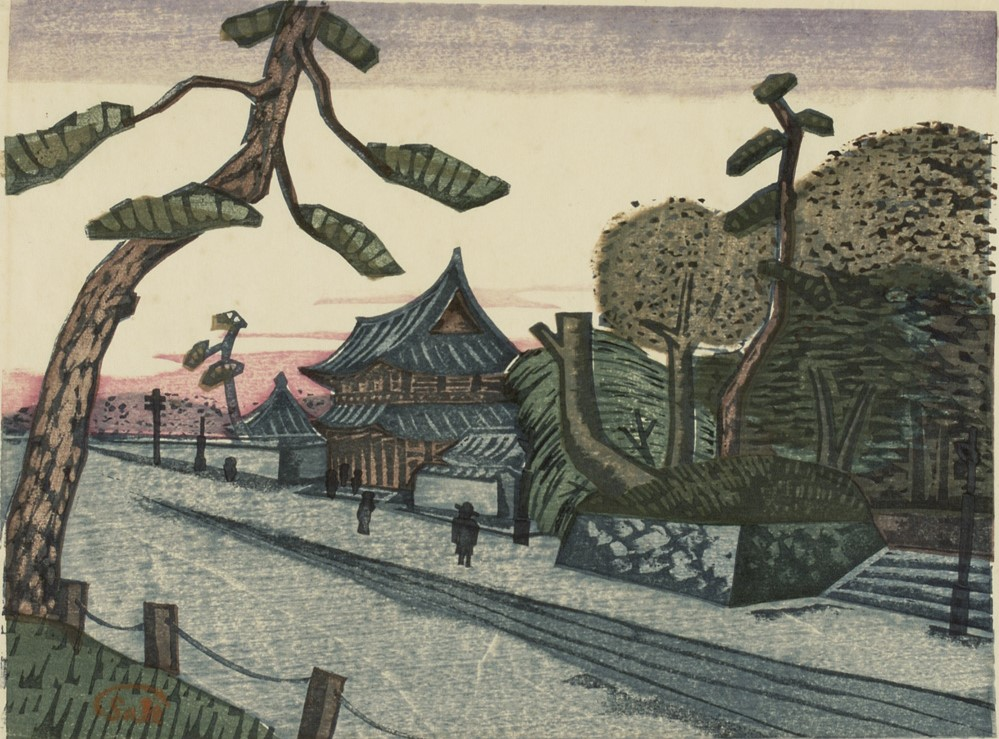
Zōjō-ji, 1929
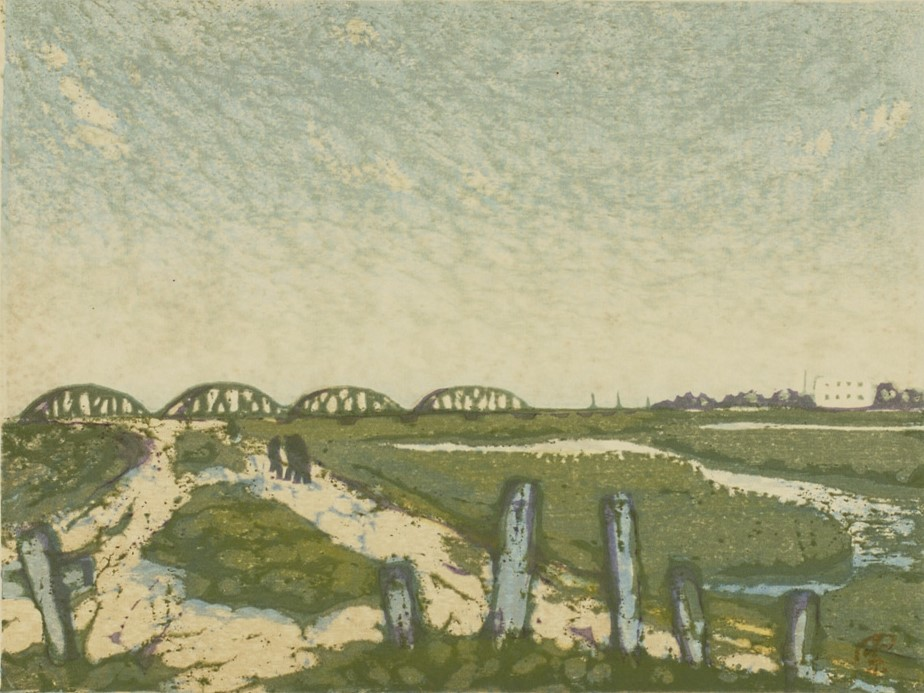
Sin Arakawa
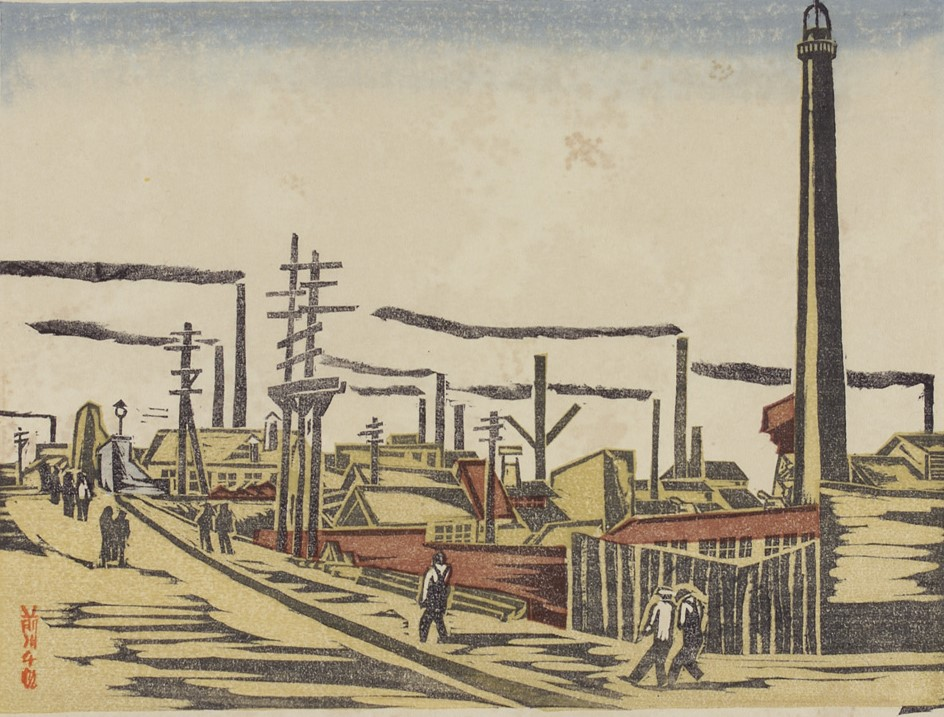
In Honjo
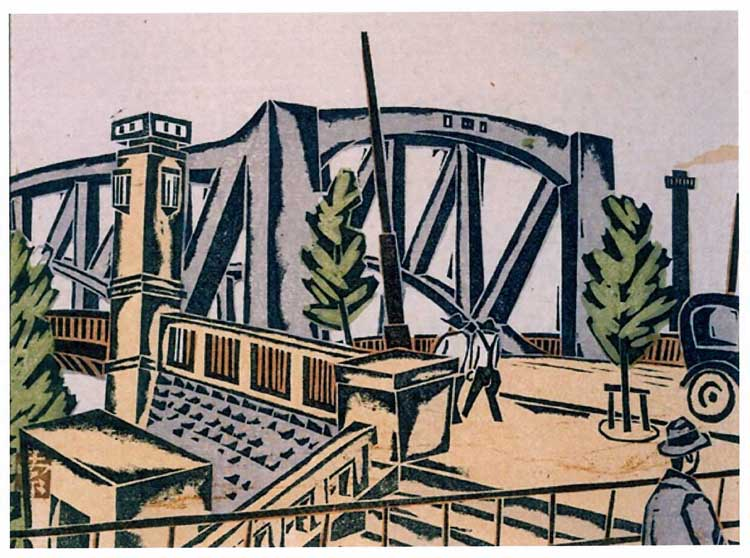
Senju-Brücke
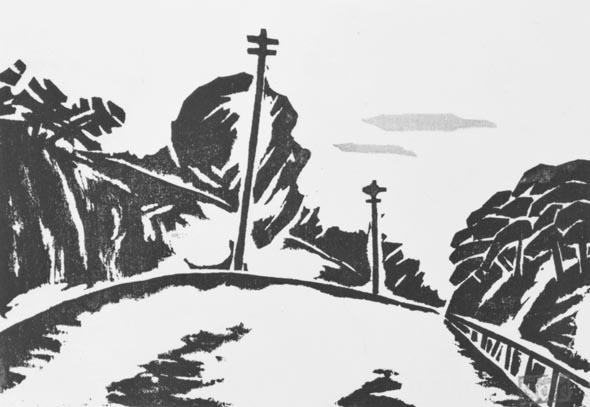
Hangweg
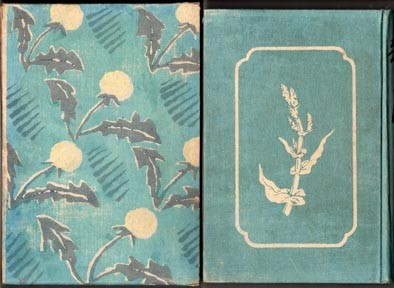
Buch-Einband[A 2]